# مادبا (محافظة)
محافظة مادبا هي إحدى محافظات الأردن. وتضم داخلها العديد من المعالم الأثرية والطبيعية. تقع المحافظة جنوب العاصمة عمان على بعد 33 كم.
عاصمة المحافظة مدينة مادبا، وتشتهر بالفسيفساء والكنائس القديمة ولعل أشهرها كنيسة الخارطة (الروم الأرثوذكس) وكنيسة الرسل وكذلك جبل نيبو. وهي منطقة زراعية خصبة محاطة بعدة جامعات لعل أشهرها الجامعة الألمانية والجامعة الأمريكية وجامعة الزيتونة وجامعة الإسراء وجامعة البتراء وكينغز أكاديمي، وهي واحدة من المدن المبدعة المسجلة في قائمة اليونسكو للمدن المبدعة في مجال الفنون والحرف منذ 2017م.

## التسمية
اشتق اسم مادبا من لفظة آرامية -سريانية مركبة من كلمتين: (ميا) و (دأبيا)، الكلمة الأولى (ميا) تعني المياه والثانية (دأيبا) تعني الفاكهة فيكون معناهما: مياه الفاكهة. وقد بقي اسم مادبا كما هو في المصادر القديمة حتى التاريخ الإسلامي.

## تاريخ
بلدة مادبا موغلة في القدم، لها تاريخ طويل، يرجع إلى العصر الحديدي (1200-1160)  قبل الميلاد والذي يدل عليه اكتشاف قبر على مقربة من التل يعود تاريخه إلى ذلك العصر. وقد ذكرت في التوراة حوالي عام 1300 ق. م وفي الإنجيل على أنها المدينة المؤابية (ميديا) وبعد ذلك أصبحت مأدبا بلدة العموريين بين ذبيان وحسبان وذكرت على المسلة الحجرية المؤابية التي أقامها الملك المؤابي ميشع سنة 850 ق. م سكن العمونيين هذه المدينة في حوالي 100 ق. م ثم استقر فيها الأنباط، ومكثوا فيها حقباً طويلة ثم احتلها الرومان الذين هبطوا فيها بلدة ريفية مثل جرش، وقد بلغت -وج ازدهارها في عهد الدولة البيزنطية، كما اكتشفت فيها بعض الآثار الأموية.
تشتهر بلدة مأدبا بأرضية الفسيفساء النادرة التي تعود إلى العهد البيزنطي في كنيسة الروم الاذروذكس وفيها أقدم خريطة أصلية للأرض المقدسة، وتعود إلى سنة 560 م، حيث بلغت فنون صناعة الفسيفساء ذروة الروعة والإتقان بين القرنين الثاني والسادس للميلاد.
وسط سهول خصبة، بناها المؤابيون في القرن التاسع قبل الميلاد، وفي القرن الثاني قبل الميلاد دخلت ضمن أراضي الدولة النبطية حتى (106م)، حيث ضمنت للولاية العربية . أشارت المصادر العربية القديمة أنه سكنها قبائل غسان في القرن السادس الميلادي، وقد توسعت في الفترة الرومانية، وازدهرت في الفترة البيزنطية والأموية واشتهرت بفن الفسيفساء، وأصبحت من أهم المراكز الدينية والتجارية في بلاد الشام. من أهم مواقعها الأثرية: جبل صياغة (نبو)، كنيسة الخارطة، كنيسة الرسل، اللاهون، ذيبان وجلول.

## الجغرافيا

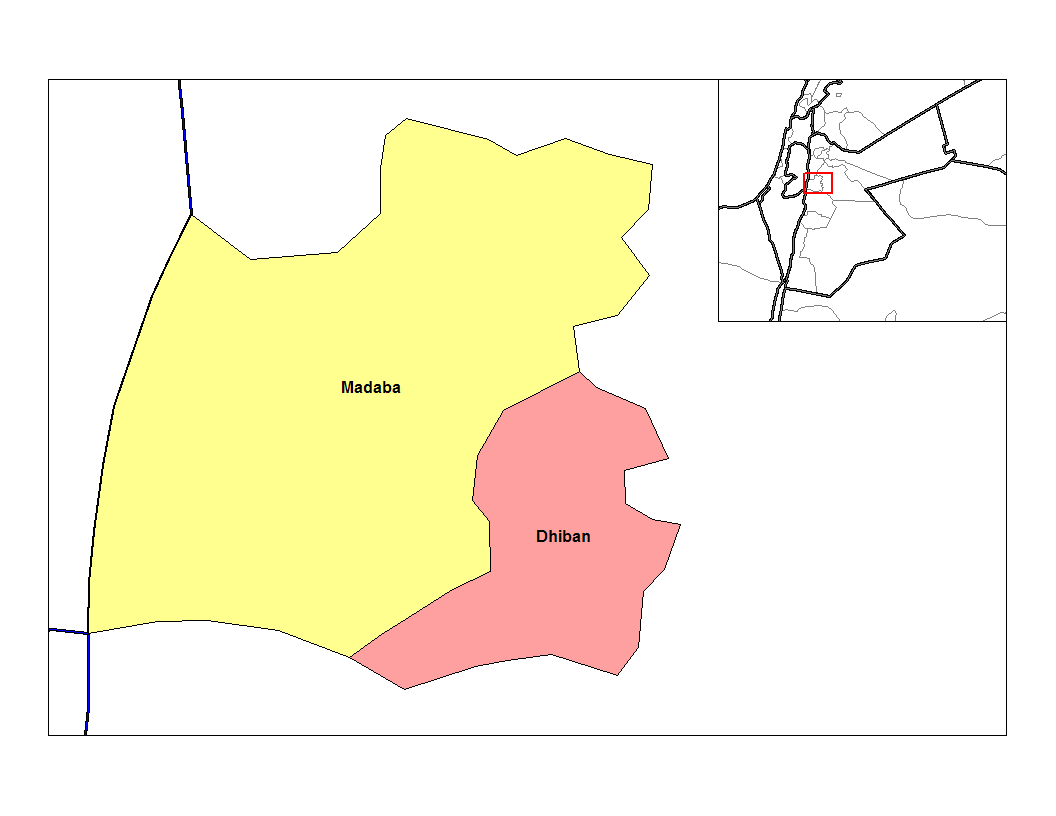
لواء قصبة مادبا

### الموقع والمساحة
تقع محافظة مأدبا على بعد 35 كم جنوب عمّان ، يحد المحافظة من الشمال العاصمة عمان ومن الجنوب محافظة الكرك ومن الشرق لواء الجيزة ومن الغرب البحر الميت. وتشغل محافظة مادبا جزء من الهضبة الأردنية الواقعة بين الخط الحديدي الحجازي شرقا ووادي الأردن غربا. تبلغ مساحة المحافظة ما يقارب 940 كم2 وهو ما يعادل 1.06% من مساحة المملكة الأردنية الهاشمية.

## السكان
بلغ عدد سكان المحافظة حوالي 204,300 في عام 2018.

## أهم الآثار في مدينة مادبا
تمتاز المحافظة بالطابع السياحي لتوفر مقومات السياحة الدينية والعلاجية وذلك لوجود المواقع الدينية بمناطقها المختلفة والأملاح والمعادن في منطقه حمامات ماعين علاوة على تنوع المناخ في مختلف مناطق المحافظة الأمر الذي يشجع السياح والمتنزهين القدوم إلى هذه المناطق على مدار العام .
- الكنائس: كنيسة الروم الأرثوذكس و كنيسة العذراء وكنيسة الشهداء و كنيسة إيلا النبي
- جبل نيبو : يقع بالقرب من مأدبا وعلى بعد 10 كم وعلى قمته بناء أنشأه رهبان الفرديسكان لحماية لوحات الفسيفساء الرائعة التي تعود إلى القرنين الرابع والسادس للميلاد وقد بنيت كنيسة صغيرة في هذا الموقع من قبل المسيحيين الأوائل عام 393 م ولم يبعد عن البناء العائد للقرن الرابع سوى بضع كتل من حجر الكلس مع شيء من الأرضية الفسيفسائية.
- موقع صياغة الأثري: تقع شمال جبل نيبو يوجد فيها معالم الآثار الرئيسية للكنيسة ودير مجاور لها وكشفت الحفريات وجود في ناحيتها الجنوبية مع قاعة واسعة في الشمال مدار في القرب منها.
- موقع أم الرصاص: يقع إلى الجنوب الشرقي من مأدبا على مسافة 30 كم وفي مكان يرتفع برج البيزنطي مقدار 15 م. وكان هذا البرج في ذاك الزمان ملاذ للأشخاص الباحثين بقصد السلالة والتغير .
- شلالات ماعين: تبعد حوالي 3 كم إلى الجنوب بالقرب من بلدة مأدبا تتفجر فيها الينابيع المعدنية، لمياهها الساخنة أثر في معالجة بعض الأمراض العصبية والجلدية.

## معرض صور

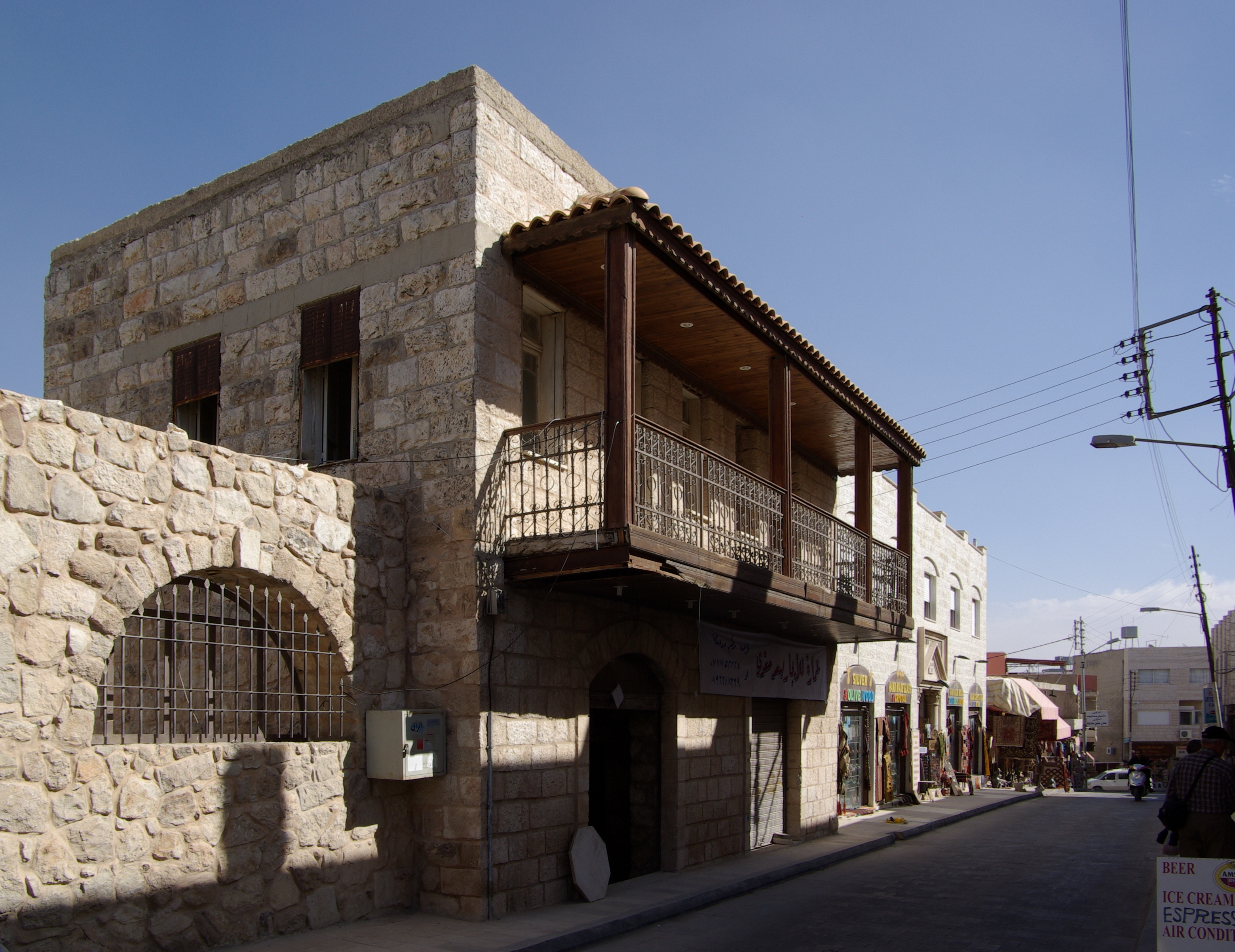
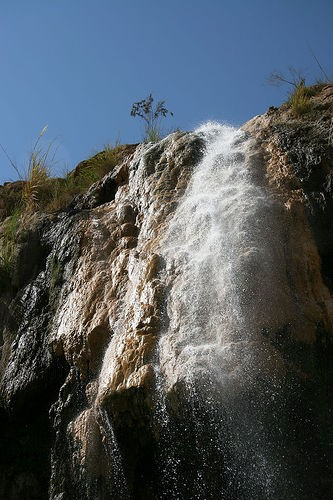
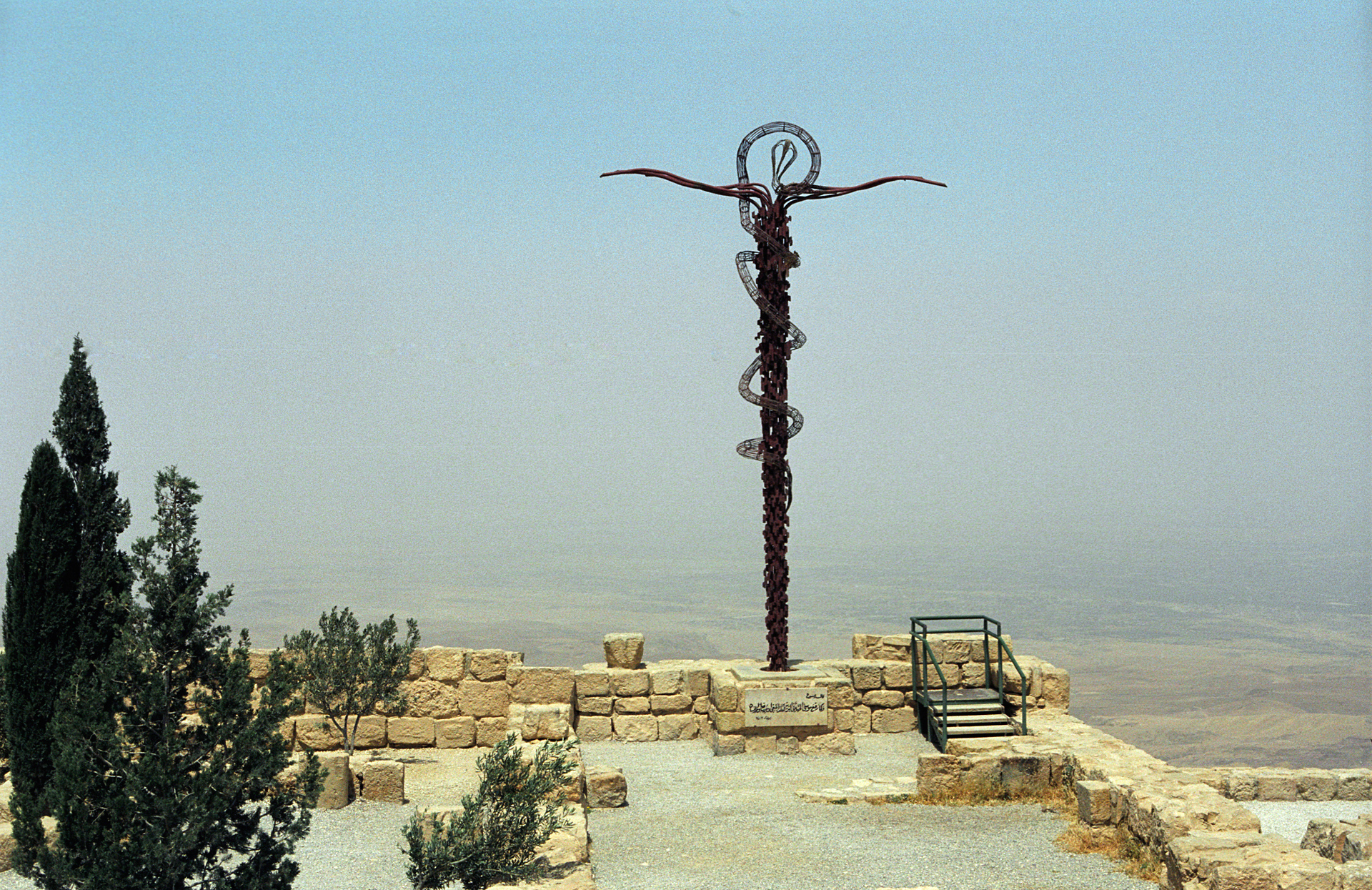
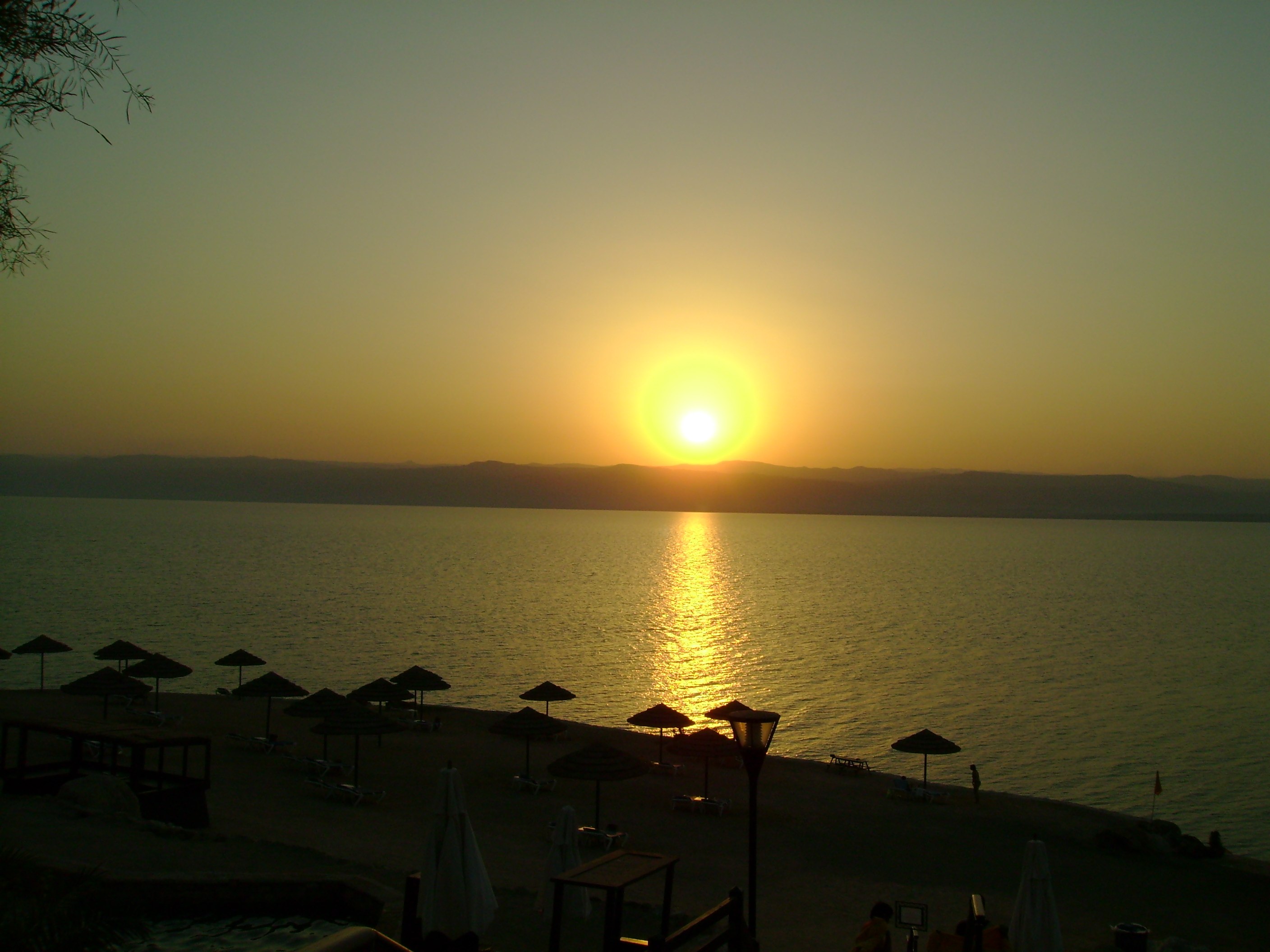
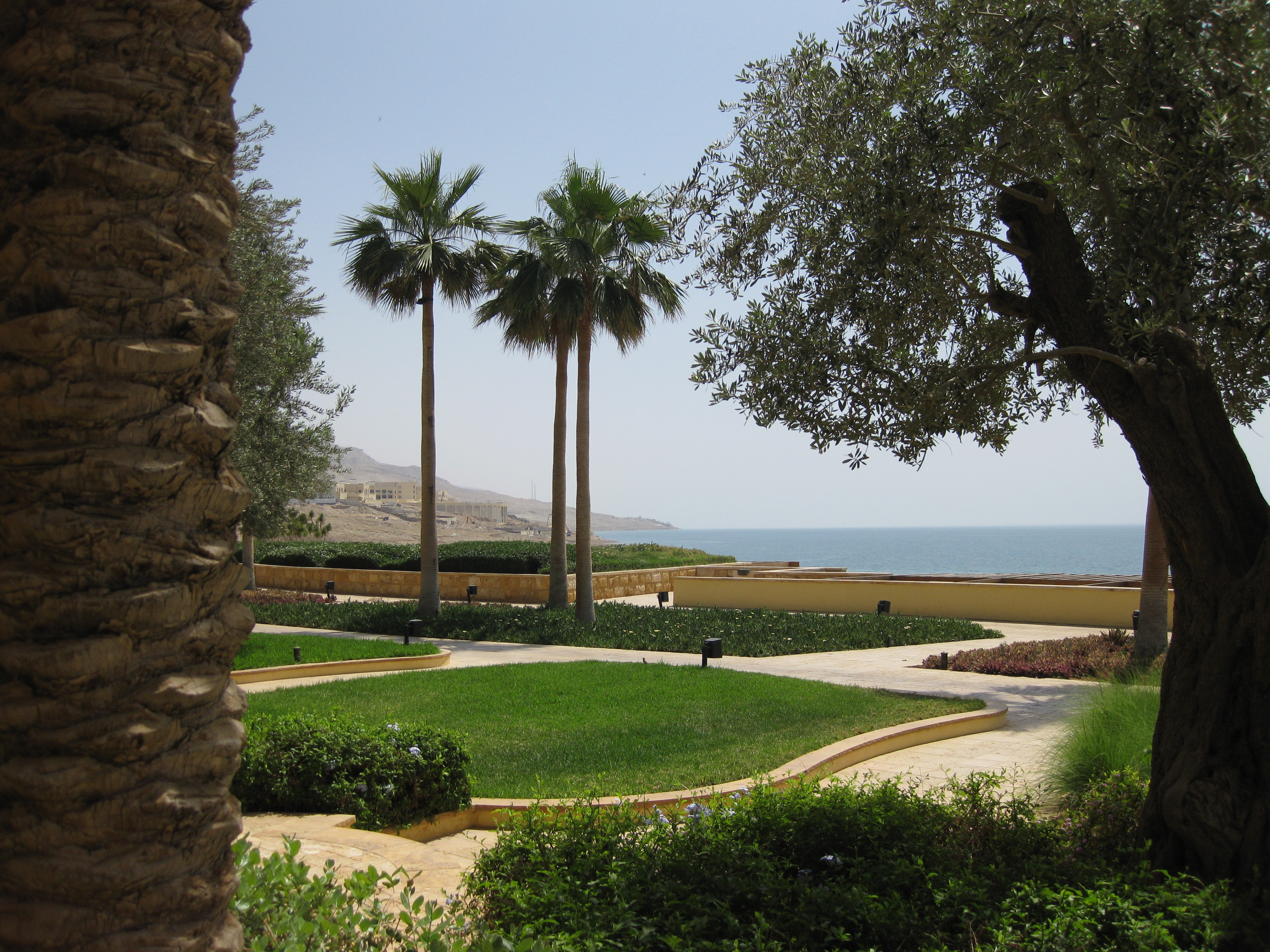